# Кочкорска котловина
Кочкорската котловина (на киргизки: Кочкор өрөөнү; на руски: Кочкорская котловина) е междупланинска котловина в северната част на Киргизстан (Наринска област), разположена във Вътрешен Тяншан, западно от езерото Исък Кул. Простира се от запад на изток, като на юг е ограничена от западната част на хребета Терскей Алатау, а на север – от източната част на Киргизкия хребет. Дължина 60 km, ширина до 20 km, надморска височина от 1700 m в източната част до 2200 m по периферията. Отводнява се от най-горното течение на река Чу и нейните съставящи я притоци Кочкор, Укьок и др. Централната ѝ част е заета е от полупустинен ландшафт, с частично напоявани земи, а периферията ѝ – от планинско-степни ландшафти. Развито е пасищното животновъдство. В нея са разположени около 20 села, най-голямо от които е районният център Кочкорка.

## Топографска карта
- К-43-Б М 1:500000[2]